# Lucas Agustín Ferreira Zagas
Lucas Agustín Ferreira Zagas, noto semplicemente come Lucas Ferreira (Montevideo, 16 giugno 2000), è un calciatore uruguaiano, difensore del Defensa y Justicia.

## Caratteristiche tecniche
È un difensore centrale.

## Carriera
Cresciuto nel settore giovanile del Progreso, ha esordito in prima squadra l'8 marzo 2020 disputando l'incontro di Primera División Profesional pareggiato 1-1 contro il Liverpool (M).

## Statistiche

### Presenze e reti nelle squadre di club
Statistiche aggiornate al 29 aprile 2025.
| Stagione                  | Squadra                   | Campionato                | Campionato | Campionato | Coppe nazionali | Coppe nazionali | Coppe nazionali | Coppe continentali | Coppe continentali | Coppe continentali | Altre coppe | Altre coppe | Altre coppe | Totale | Totale |
| Stagione                  | Squadra                   | Comp                      | Pres       | Reti       | Comp            | Pres            | Reti            | Comp               | Pres               | Reti               | Comp        | Pres        | Reti        | Pres   | Reti   |
| ------------------------- | ------------------------- | ------------------------- | ---------- | ---------- | --------------- | --------------- | --------------- | ------------------ | ------------------ | ------------------ | ----------- | ----------- | ----------- | ------ | ------ |
| 2020                      | Progreso                  | PD                        | 23         | 1          | -               | -               | -               | -                  | -                  | -                  | -           | -           | -           | 23     | 1      |
| 2021                      | Progreso                  | PD                        | 9          | 0          | -               | -               | -               | -                  | -                  | -                  | -           | -           | -           | 9      | 0      |
| Totale Progreso           | Totale Progreso           | Totale Progreso           | 32         | 1          |                 | -               | -               |                    | -                  | -                  |             | -           | -           | 32     | 1      |
| 2022                      | Danubio                   | PD                        | 17         | 0          | CU              | 1               | 0               | -                  | -                  | -                  | -           | -           | -           | 18     | 0      |
| 2023                      | Danubio                   | PD                        | 27         | 0          | CU              | 2               | 0               | CS                 | 5                  | 0                  | -           | -           | -           | 34     | 0      |
| feb.-lug. 2024            | Danubio                   | PD                        | 16         | 1          | -               | -               | -               | CS                 | 7                  | 0                  | -           | -           | -           | 23     | 1      |
| Totale Danubio            | Totale Danubio            | Totale Danubio            | 60         | 1          |                 | 3               | 0               |                    | 12                 | 0                  |             | -           | -           | 75     | 1      |
| lug.-dic. 2024            | Defensa y Justicia        | PD                        | 11         | 0          | CA              | -               | -               | CS                 | -                  | -                  | -           | -           | -           | 11     | 0      |
| 2025                      | Defensa y Justicia        | PD                        | 12         | 1          | CA              | 0               | 0               | CS                 | 3                  | 0                  | -           | -           | -           | 15     | 1      |
| Totale Defensa y Justicia | Totale Defensa y Justicia | Totale Defensa y Justicia | 23         | 1          |                 | 0               | 0               |                    | 3                  | 0                  |             | -           | -           | 26     | 1      |
| Totale carriera           | Totale carriera           | Totale carriera           | 115        | 3          |                 | 3               | 0               |                    | 15                 | 0                  |             | -           | -           | 133    | 3      |